# Swertia lurida
Swertia lurida är en gentianaväxtart som beskrevs av John Forbes Royle och David Don. Swertia lurida ingår i släktet Swertia och familjen gentianaväxter. Inga underarter finns listade i Catalogue of Life.